# Max Q
Max Q – w aeronautyce, moment lub punkt w którym ciśnienie dynamiczne wywierane na statek poruszający się w atmosferze osiąga największą wartość. W punkcie tym obciążenia aerodynamiczne osiągają maksimum, dlatego jest to jeden z krytycznych momentów podczas startu rakiety.
Wszystkie statki powietrzne są projektowane tak, aby wytrzymać tylko określone obciążenia dynamiczne q, zanim doznają uszkodzeń konstrukcyjnych.
Siły (obciążenia) działające na konstrukcję rakiety wznoszącej się w atmosferze pochodzą od: grawitacji, przyspieszenia rakiety, siły ciągu silników oraz z ruchu statku powietrznego w atmosferze, określonego przez ciśnienie dynamiczne. W trakcie startu rakiety w przestrzeń kosmiczną naprężenia wywołane grawitacją, przyspieszeniem i silnikami są niemal stałe. Podczas gdy siły pochodzące od działania atmosfery zależą od prędkości i gęstości powietrza.
Ciśnienie dynamiczne jest proporcjonalne do gęstości powietrza i kwadratu prędkości:
{\displaystyle q=\rho v^{2}/2,}
Podczas startu rakiety w przestrzeń kosmiczną wraz ze wzrostem prędkości rośnie ciśnienie dynamiczne, ale malejąca wraz z wysokością gęstość powietrza zmniejsza ciśnienie dynamiczne, które w próżni nie występuje.  
Poniżej punktu max Q, efekt wzrostu obciążenia wynikający z przyspieszenia pojazdu przewyższa zmniejszenie wynikające ze zmniejszania się gęstości. Powyżej punktu max Q, jest dokładnie odwrotnie.
Przykładowo, w czasie startu promu kosmicznego, wartość max Q była osiągana na wysokości około 11 km.
W czasie typowej misji Apollo, max Q był osiągany pomiędzy 13 a 14 km.